# Prvenstvo Anglije 1882
Prvenstvo Anglije 1882 v tenisu.

## Moški posamično
William Renshaw :  Ernest Renshaw, 6-1 2-6 4-6 6-2 6-2